# Wahrnehmungsphysiologie
Wahrnehmungsphysiologie ist die Untersuchung funktioneller Gesichtspunkte der sinnlichen Wahrnehmung auf der Grundlage anatomischer und biologischer Kenntnisse. 
Dies umfasst sowohl die Signaltransduktionsvorgänge in den Sinnesrezeptoren, wie auch die daran anschließenden Verarbeitungsschritte dieser Reizinformationen im Zentralnervensystem.
Da bewusste Wahrnehmungen nicht bloßen Sinnesreizen entsprechen, sondern das Endresultat der zentralnervösen Verarbeitung darstellen, unterscheidet man zumeist zwischen unbewussten sensorischen und den eigentlichen perzeptuellen Sinneseindrücken. Ein klassisches Beispiel zur Veranschaulichung dieser Dichotomie ist die Gegenüberstellung der zweidimensionalen Lichtprojektion auf der Netzhaut (sowie der daraus resultierenden zweidimensionalen Rezeptoraktiverung der Retina) und das dreidimensionale Sehempfinden, welches das Gehirn hieraus errechnet. 